# Jean-Baptiste Bertrand
Pour les articles homonymes, voir Bertrand.
Jean-Baptiste Bertrand, né à Martigues le 12 juillet 1670 et décédé le 10 septembre 1752, est médecin et membre de l'Académie de Marseille.

## Biographie
Jean-Baptiste Bertrand est issu d'une famille du commerce de Martigues. Il suit sa scolarité au collège jésuite de marseille. Son père le destinait à l'état ecclésiastique, mais ayant fait la connaissance d'un médecin réputé d'Avignon, il s'oriente vers la médecine et suit ses études à Avignon et Montpellier. Il s'installe à Marseille vers 1707 et acquiert une bonne réputation. Durant la peste de Marseille survenue en 1720 il se dévoue sans compter auprès des pestiférés et écrit un livre Relation historique de la peste ; dans cet ouvrage, il se montre un véritable précurseur des idées microbiennes : « La différence qu'il y a entre nos insectes domestiques et ceux de la peste, c'est que ces derniers sont invisibles et si petits qu'ils éludent la vivacité des yeux les plus pénétrants. » Le docteur Bertrand appartenait à ce qu'on a appelé l'école contagionniste, alors que ses adversaires affirmaient que la maladie qui décimait Marseille n'était nullement épidémique.
Il fait partie des membres fondateurs de l'Académie de Marseille et en devient un des membres les plus assidus aux séances. Aux personnes qui s'étonnaient d'une telle fidélité, il répondait « On trouve toujours du temps pour le plaisir ; l'Académie est mon unique récréation ; faut-il être surpris que je m'arrange de façon à me la ménager ? »

## Ouvrages
- Dr Jean-Baptiste Bertrand, Relation historique de la peste de Marseille en 1720, Cologne, Pierre Marteau, 1721 (lire en ligne) ; Texte en ligne, Cologne, Pierre Marteau, 1721, 512 p.    (Wikisource)
- Dr Jean-Baptiste Bertrand, Relation historique de la peste de Marseille en 1720, Amsterdam et Marseille, Jean Mossy, 1779 (réimpr. 1723) (1re éd. 1721) (lire en ligne)
- Dr Jean-Baptiste Bertrand, Dissertation sur l'air maritime, Marseille, J.B. Boy, 1721

## Sources
- Abbé Dassy, L'académie de Marseille, ses origines, ses publications, ses archives, ses membres, Barlatier-Feissat éditeur, Marseille, 1877.
- Lucien Montel, Jean-Baptiste Bertrand, 1670-1752: et la peste de Marseille de 1720, Lacoustène, 1976